# شهرداری چیاتورا

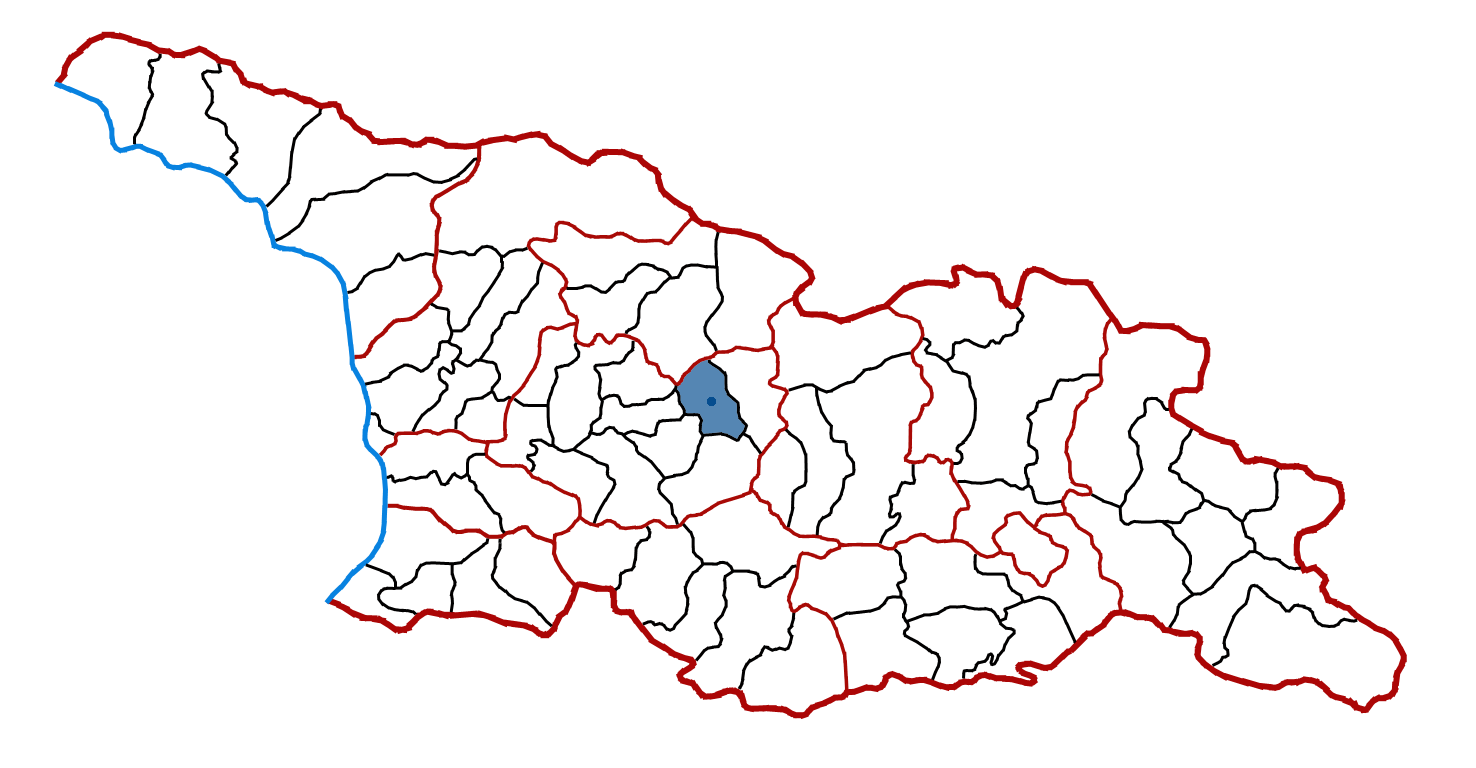
شهرداری چیاتورا

شهرداری چیاتورا (گرجی: ჭიათურის მუნიციპალიტეტი) یکی از شهرداری‌های گرجستان در استان ایمرتی است. مرکز اداری آن چیاتورا است.
جمعیت: ۳۹۸۸۴ (سرشماری ۲۰۱۴)
مساحت: ۵۴۲ کیلومتر مربع